# Ascenso MX (Apertura 2016)
Ascenso MX 2016/2017 (Apertura) – 87. edycja rozgrywek drugiego poziomu ligowego w piłce nożnej w Meksyku (41. edycja licząc od wprowadzenia półrocznych sezonów). Rozgrywki odbyły się jesienią; pierwszy mecz rozegrano 15 lipca, zaś ostatni (finał) 3 grudnia. Toczone były systemem ligowo pucharowym – najpierw wszystkie osiemnaście zespołów rywalizowało ze sobą podczas regularnego sezonu, a po jego zakończeniu osiem najlepszych drużyn zakwalifikowało się do ćwierćfinału fazy play-off, która wyłoniła zwycięzcę drugiej ligi.
Rozgrywki Ascenso MX – czwarty raz w historii – wygrał Dorados de Sinaloa (spadkowicz z pierwszej ligi), pokonując w dwumeczu finałowym Atlante FC (3:2, 1:0). Dzięki temu dostąpił możliwości rozegrania dwumeczu o awans do najwyższej klasy rozgrywkowej (Final de Ascenso) ze zwycięzcą wiosennego sezonu Clausura 2017. Tytuł króla strzelców sezonu zdobył Panamczyk Roberto Nurse z Mineros de Zacatecas z szesnastoma golami na koncie. Najlepszym piłkarzem sezonu został wybrany Chilijczyk Sergio Vergara, pomocnik Celaya FC.
Przed sezonem ligę powiększono o dwa zespoły – wobec wycofania się Atlético San Luis, do rozgrywek dołączyły trzecioligowe Potros UAEM (mistrz trzeciej ligi), Tampico Madero FC (wicemistrz trzeciej ligi) i Loros UdeC (mistrz trzeciej ligi sprzed roku), zaś spadkowicz z ubiegłego sezonu Cimarrones de Sonora pozostał w lidze.
Począwszy od tych rozgrywek do fazy play-off zaczęło kwalifikować się osiem (a nie jak uprzednio siedem) najlepszych zespołów regularnego sezonu. Pierwsza drużyna w tabeli podobnie jak inne rozpoczynała play-offy od ćwierćfinału, nie zaś od półfinału, jak to miało miejsce w latach poprzednich.

## Kluby

### Stadiony i lokalizacje
| Klub             | Miasto          | Stan         | Stadion                                       | Pojemność | Zdjęcie | Skrót |
| ---------------- | --------------- | ------------ | --------------------------------------------- | --------- | ------- | ----- |
| Alebrijes        | Oaxaca          | Oaxaca       | Estadio Tecnológico de Oaxaca                 | 14 600    |         | ALE   |
| Atlante          | Cancún          | Quintana Roo | Estadio Andrés Quintana Roo                   | 17 290    |         | ATL   |
| Cafetaleros      | Tapachula       | Chiapas      | Estadio Olímpico de Tapachula                 | 11 020    |         | CAF   |
| Celaya           | Celaya          | Guanajuato   | Estadio Miguel Aléman Valdés                  | 23 180    |         | CEL   |
| Cimarrones       | Hermosillo      | Sonora       | Estadio Héroe de Nacozari                     | 18 745    |         | CIM   |
| Correcaminos UAT | Ciudad Victoria | Tamaulipas   | Estadio Marte R. Gómez                        | 10 475    |         | UAT   |
| Dorados          | Culiacán        | Sinaloa      | Estadio Banorte                               | 17 900    |         | DOR   |
| Juárez           | Ciudad Juárez   | Chihuahua    | Estadio Olímpico Benito Juárez                | 19 705    |         | JUA   |
| Lobos BUAP       | Puebla          | Puebla       | Estadio Universitario BUAP                    | 19 285    |         | LOB   |
| Loros UdeC       | Colima          | Colima       | Estadio Olímpico Universitario de Colima      | 11 810    |         | LOR   |
| Mineros          | Zacatecas       | Zacatecas    | Estadio Francisco Villa                       | 13 820    |         | MIN   |
| Murciélagos      | Los Mochis      | Sinaloa      | Estadio Centenario                            | 10 845    |         | MUR   |
| Potros UAEM      | Toluca          | Meksyk       | Estadio Universitario Alberto „Chivo” Córdoba | 10 000    |         | POT   |
| Tampico          | Tampico         | Tamaulipas   | Estadio Tamaulipas                            | 19 415    |         | TAM   |
| Tepic            | Tepic           | Nayarit      | Arena Cora                                    | 12 270    |         | TEP   |
| U de Guadalajara | Guadalajara     | Jalisco      | Estadio Jalisco                               | 54 965    |         | UDG   |
| Venados          | Mérida          | Jukatan      | Estadio Carlos Iturralde Rivero               | 15 085    |         | VEN   |
| Zacatepec        | Zacatepec       | Morelos      | Estadio Agustín „Coruco” Díaz                 | 24 315    |         | ZAC   |

### Trenerzy, kapitanowie, sponsorzy
| Klub             | Trener                | Trener               | Kapitan            | . | Sponsor techniczny | Sponsor na koszulce         |
| ---------------- | --------------------- | -------------------- | ------------------ | - | ------------------ | --------------------------- |
| Alebrijes        | Mario García          | od 23 maja 2016      | Diego Menghi       | . | Lotto              | Generando Bienestar         |
| Atlante          | Eduardo Fentanes      | od 30 kwietnia 2015  | Jimmy Bermúdez     | . | Kappa              | Cancún                      |
| Cafetaleros      | Carlos Bustos         | od 2 czerwca 2016    | Cristian Pellerano | . | Silver Sport       | brak sponsora               |
| Celaya           | Gustavo Díaz          | od 20 lipca 2015     | Alfredo Moreno     | . | Keuka              | Bachoco                     |
| Cimarrones       | Juan Carlos Chávez    | od 9 czerwca 2016    | Othoniel Arce      | . | Lotto              | Super Norte                 |
| Correcaminos UAT | José Treviño          | od 24 sierpnia 2015  | Hugo Sánchez       | . | Lotto              | Aeromar                     |
| Dorados          | Gabriel Caballero     | od 31 maja 2016      | Carlos Pinto       | . | Charly Fútbol      | SuKarne, Coppel, Caliente   |
| Juárez           | Sergio Orduña         | od 14 czerwca 2015   | Leandro Carrijó    | . | Umbro              | Del Río                     |
| Lobos BUAP       | Miguel Fuentes        | od 2 maja 2016       | Fausto Pinto       | . | Keuka              | Coca-Cola, Zurich Insurance |
| Loros UdeC       | Víctor Hugo Mora      | od 28 lutego 2011    | Bernardo López     | . | Pirma              | brak sponsora               |
| Mineros          | Ricardo Rayas         | od 9 lutego 2016     | Noé Maya           | . | Pirma              | Telcel, Samsung, Gasislo    |
| Murciélagos      | Roberto Carlos Castro | od 26 lutego 2016    | Valentín Arredondo | . | GF Sports          | Meprosa, Grupero            |
| Potros UAEM      | Omar Ramírez          | od 5 czerwca 2013    | Alfonso Rippa      | . | Lotto              | Megacable                   |
| Tampico          | Miguel García         | od 26 maja 2016      | Víctor Lojero      | . | Lotto              | B Hermanos, Chevrolet       |
| Tepic            | Ramón Morales         | od 30 maja 2016      | Sergio Flores      | . | Bee Sport          | Nayarit, Ultromep           |
| U de Guadalajara | Joel Sánchez          | od 30 maja 2016      | Jorge Mora         | . | Charly Fútbol      | Electrolit                  |
| Venados          | Marcelo Michel Leaño  | od 27 listopada 2015 | Rodrigo Íñigo      | . | Spiro              | brak sponsora               |
| Zacatepec        | Carlos Gutiérrez      | od 16 maja 2015      | Héctor Gutiérrez   | . | Silver Sport       | Jardines de México          |

### Zmiany trenerów
| Klub             | Były trener           | Data odejścia    | Powód odejścia   | Nowy trener            | Data zatrudnienia   |
| ---------------- | --------------------- | ---------------- | ---------------- | ---------------------- | ------------------- |
| Przed sezonem    |                       |                  |                  |                        |                     |
| Lobos BUAP       | Ricardo Valiño        | 21 kwietnia 2014 | Koniec kontraktu | Miguel Fuentes         | 2 maja 2016         |
| Cafetaleros      | Gabriel Caballero     | 2 maja 2016      | Zwolnienie       | Carlos Bustos          | 2 czerwca 2016      |
| U de Guadalajara | Daniel Guzmán         | 9 maja 2016      | Zwolnienie       | Joel Sánchez           | 30 maja 2016        |
| Dorados          | José Guadalupe Cruz   | 9 maja 2016      | Koniec kontraktu | Gabriel Caballero      | 31 maja 2016        |
| Alebrijes        | Flavio Davino         | 18 maja 2016     | Zwolnienie       | Mario García           | 23 maja 2016        |
| Tampico          | Mario García          | 23 maja 2016     | Koniec kontraktu | Miguel García          | 26 maja 2016        |
| Tepic            | Hernán Cristante      | 30 maja 2016     | Koniec kontraktu | Ramón Morales          | 30 maja 2016        |
| Cimarrones       | Héctor Medrano        | 31 maja 2016     | Zwolnienie       | Juan Carlos Chávez     | 9 czerwca 2016      |
| W trakcie sezonu |                       |                  |                  |                        |                     |
| Venados          | Marcelo Michel Leaño  | 6 sierpnia 2016  | Zwolnienie       | José Luis Sánchez Solá | 11 sierpnia 2016    |
| Cafetaleros      | Carlos Bustos         | 30 sierpnia 2016 | Zwolnienie       | Mauro Camoranesi       | 30 sierpnia 2016    |
| Murciélagos      | Roberto Carlos Castro | 15 września 2016 | Zwolnienie       | Aldo Da Pozzo          | 15 września 2016    |
| Tampico          | Miguel García         | 20 września 2016 | Zwolnienie       | Daniel Guzmán          | 20 września 2016    |
| Lobos BUAP       | Miguel Fuentes        | 26 września 2016 | Zwolnienie       | Rafael Puente Jr.      | 5 października 2016 |

## Regularny sezon

### Tabela
| Lp. | Drużyna          | M  | Z  | R | P  | Bramki | Bramki | Różn. | Pkt | Uwagi                    |
| --- | ---------------- | -- | -- | - | -- | ------ | ------ | ----- | --- | ------------------------ |
| 1   | Celaya           | 17 | 10 | 5 | 2  | 36     | 13     | +23   | 35  | Wejście do fazy play-off |
| 2   | Mineros          | 17 | 10 | 3 | 4  | 34     | 20     | +14   | 33  | Wejście do fazy play-off |
| 3   | Zacatepec        | 17 | 8  | 6 | 3  | 27     | 19     | +8    | 30  | Wejście do fazy play-off |
| 4   | Potros UAEM      | 17 | 8  | 5 | 4  | 24     | 18     | +6    | 29  | Wejście do fazy play-off |
| 5   | Dorados          | 17 | 7  | 6 | 4  | 28     | 16     | +12   | 27  | Wejście do fazy play-off |
| 6   | Atlante          | 17 | 7  | 6 | 4  | 26     | 17     | +9    | 27  | Wejście do fazy play-off |
| 7   | Cimarrones       | 17 | 7  | 6 | 4  | 22     | 21     | +1    | 27  | Wejście do fazy play-off |
| 8   | Alebrijes        | 17 | 7  | 5 | 5  | 20     | 14     | +6    | 26  | Wejście do fazy play-off |
| 9   | Tepic            | 17 | 5  | 7 | 5  | 22     | 20     | +2    | 22  |                          |
| 10  | Juárez           | 17 | 6  | 4 | 7  | 18     | 17     | +1    | 22  |                          |
| 11  | Correcaminos UAT | 17 | 5  | 5 | 7  | 12     | 16     | −4    | 20  |                          |
| 12  | Venados          | 17 | 5  | 5 | 7  | 20     | 34     | −14   | 20  |                          |
| 13  | Murciélagos      | 17 | 5  | 4 | 8  | 18     | 24     | −6    | 19  |                          |
| 14  | U de Guadalajara | 17 | 4  | 6 | 7  | 23     | 26     | −3    | 18  |                          |
| 15  | Lobos BUAP       | 17 | 4  | 6 | 7  | 15     | 26     | −11   | 18  |                          |
| 16  | Cafetaleros      | 17 | 4  | 4 | 9  | 21     | 32     | −11   | 16  |                          |
| 17  | Loros UdeC       | 17 | 3  | 5 | 9  | 20     | 34     | −14   | 14  |                          |
| 18  | Tampico          | 17 | 2  | 4 | 11 | 8      | 27     | −19   | 10  |                          |

### Miejsca po danych kolejkach
| Drużyna/ Kolejka | 1      | 2  | 3  | 4  | 5  | 6  | 7  | 8  | 9  | 10 | 11 | 12 | 13 | 14 | 15 | 16 | 17 |   |
| ---------------- | ------ | -- | -- | -- | -- | -- | -- | -- | -- | -- | -- | -- | -- | -- | -- | -- | -- | - |
| Drużyna/ Kolejka | Celaya | 15 | 6  | 8  | 4  | 2  | 4  | 2  | 3  | 2  | 3  | 2  | 2  | 2  | 2  | 1  | 1  | 1 |
| Mineros          | 7      | 2  | 2  | 1  | 3  | 1  | 3  | 1  | 3  | 1  | 1  | 1  | 1  | 1  | 2  | 2  | 2  |   |
| Zacatepec        | 11     | 11 | 6  | 8  | 12 | 14 | 11 | 7  | 4  | 4  | 3  | 3  | 3  | 3  | 3  | 3  | 3  |   |
| Potros UAEM      | 14     | 8  | 5  | 7  | 5  | 3  | 4  | 4  | 5  | 5  | 5  | 6  | 5  | 4  | 5  | 4  | 4  |   |
| Dorados          | 1      | 4  | 1  | 2  | 6  | 7  | 7  | 10 | 6  | 8  | 10 | 11 | 10 | 8  | 7  | 7  | 5  |   |
| Atlante          | 12     | 7  | 12 | 11 | 13 | 12 | 13 | 11 | 8  | 9  | 11 | 10 | 12 | 10 | 9  | 8  | 6  |   |
| Cimarrones       | 4      | 10 | 11 | 10 | 8  | 6  | 6  | 8  | 9  | 10 | 7  | 5  | 4  | 5  | 4  | 5  | 7  |   |
| Alebrijes        | 6      | 3  | 4  | 5  | 4  | 2  | 1  | 2  | 1  | 2  | 4  | 4  | 7  | 6  | 6  | 6  | 8  |   |
| Tepic            | 2      | 1  | 3  | 3  | 1  | 5  | 5  | 5  | 7  | 6  | 6  | 7  | 6  | 7  | 8  | 9  | 9  |   |
| Juárez           | 13     | 14 | 13 | 13 | 10 | 10 | 8  | 6  | 10 | 7  | 9  | 8  | 8  | 9  | 10 | 10 | 10 |   |
| Correcaminos UAT | 8      | 13 | 9  | 12 | 9  | 9  | 14 | 15 | 13 | 11 | 8  | 9  | 9  | 11 | 11 | 11 | 11 |   |
| Venados          | 16     | 18 | 18 | 18 | 17 | 17 | 18 | 18 | 17 | 17 | 16 | 15 | 11 | 13 | 12 | 12 | 12 |   |
| Murciélagos      | 10     | 15 | 14 | 14 | 14 | 13 | 15 | 14 | 15 | 12 | 13 | 13 | 14 | 12 | 13 | 15 | 13 |   |
| U de Guadalajara | 3      | 5  | 7  | 9  | 11 | 11 | 9  | 12 | 14 | 14 | 15 | 17 | 17 | 17 | 15 | 13 | 14 |   |
| Lobos BUAP       | 9      | 12 | 16 | 15 | 15 | 15 | 12 | 9  | 11 | 13 | 14 | 14 | 15 | 15 | 17 | 14 | 15 |   |
| Cafetaleros      | 18     | 16 | 15 | 16 | 16 | 16 | 16 | 17 | 18 | 16 | 17 | 16 | 16 | 16 | 14 | 16 | 16 |   |
| Loros UdeC       | 5      | 9  | 10 | 6  | 7  | 8  | 10 | 13 | 12 | 15 | 12 | 12 | 13 | 14 | 16 | 17 | 17 |   |
| Tampico          | 17     | 17 | 17 | 17 | 18 | 18 | 17 | 16 | 16 | 18 | 18 | 18 | 18 | 18 | 18 | 18 | 18 |   |

### Wyniki
| - 1. kolejka: 15–16 lipca - 2. kolejka: 22–24 lipca - 3. kolejka: 29–30 lipca - 4. kolejka: 5–7 sierpnia - 5. kolejka: 12–13 sierpnia - 6. kolejka: 19–21 sierpnia | - 7. kolejka: 26–27 sierpnia - 8. kolejka: 2–4 września - 9. kolejka: 9–10 września - 10. kolejka: 16–18 września - 11. kolejka: 23–24 września - 12. kolejka: 30 września – 2 października | - 13. kolejka: 14–15 października - 14. kolejka: 21–23 października - 15. kolejka: 28–30 października - 16. kolejka: 4–8 listopada - 17. kolejka: 11–13 listopada |

| Gospodarz \ Gość | ALE | ATL | CAF | CEL | CIM | UAT | DOR | JUA | LOB | LOR | MIN | MUR | POT | TAM | TEP | UDG | VEN | ZAC |
| Alebrijes        |     | 1:0 | 1:0 | 1:1 | 0:1 | 0:0 |     |     | 1:0 |     |     | 4:1 |     |     | 1:1 |     |     |     |
| Atlante          |     |     |     |     |     | 3:2 | 1:1 | 2:1 |     | 5:0 | 2:2 |     | 0:1 | 0:0 |     | 2:1 | 1:1 |     |
| Cafetaleros      |     | 0:2 |     | 3:2 |     | 1:0 | 1:0 | 1:1 |     | 3:4 |     |     | 1:1 | 2:0 |     | 3:3 |     |     |
| Celaya           |     | 1:1 |     |     |     | 3:0 | 0:0 | 2:0 |     | 3:0 | 5:1 |     | 2:1 | 3:0 |     | 2:1 |     |     |
| Cimarrones       |     | 0:1 | 1:1 | 2:0 |     | 1:0 |     |     | 2:3 | 3:2 |     | 2:1 |     |     | 1:1 |     |     |     |
| Correcaminos UAT |     |     |     |     |     |     | 0:1 | 0:0 |     | 1:1 | 3:2 |     | 1:0 | 2:0 |     | 0:2 | 2:0 | 0:0 |
| Juárez           | 1:0 |     |     |     | 2:1 |     |     |     |     |     | 0:1 |     | 2:0 | 3:0 |     | 1:1 | 4:0 | 1:2 |
| Lobos BUAP       |     | 1:1 | 2:1 | 1:2 |     | 0:1 |     | 2:0 |     | 1:0 |     | 0:0 | 1:1 |     |     |     |     |     |
| Loros UdeC       | 1:2 |     |     |     |     |     |     | 2:1 |     |     | 3:3 |     | 0:0 | 2:2 |     | 1:1 | 2:0 | 1:3 |
| Mineros          | 1:0 |     | 2:0 |     | 4:0 |     | 3:0 |     | 1:1 |     |     | 3:1 |     |     | 2:1 |     | 4:0 | 3:1 |
| Murciélagos      |     | 3:1 | 3:2 | 0:0 |     | 2:0 |     | 0:0 |     | 1:0 |     |     | 1:2 | 2:0 |     |     |     |     |
| Potros UAEM      | 1:0 |     |     |     | 1:1 |     |     |     |     |     | 2:1 |     |     | 1:0 | 2:1 | 2:4 | 6:1 | 2:2 |
| Tampico          | 2:1 |     |     |     | 1:2 |     |     |     | 0:0 |     | 1:0 |     |     |     | 0:0 | 0:1 | 1:2 | 0:1 |
| Tepic            |     | 0:3 | 4:0 | 2:2 |     | 0:0 |     | 0:1 | 2:1 | 3:1 |     | 1:1 |     |     |     |     |     |     |
| U de Guadalajara | 1:3 |     |     |     | 1:1 |     | 2:3 |     | 1:1 |     | 0:1 | 2:1 |     |     | 1:2 |     | 1:1 | 0:2 |
| Venados          | 1:3 |     | 2:0 | 0:5 | 1:1 |     | 1:1 |     | 5:1 |     |     | 3:1 |     |     | 2:1 |     |     | 0:0 |
| Zacatepec        | 1:1 | 2:1 | 4:2 | 0:3 | 1:1 |     | 2:2 |     | 3:0 |     |     | 2:0 |     |     | 1:2 |     |     |     |

Źródło: Ascenso MX
Objaśnienia:
1Drużyna gospodarzy jest wymieniona po lewej stronie tabeli.
Kolory: zielony – zwycięstwo gospodarzy, żółty – remis, różowy – zwycięstwo gości.

## Faza play-off

### Drabinka
|  |              |              |              |              |              |   |   |           |           |           |           |           |  |  |       |       |       |       |       |
|  | Ćwierćfinały | Ćwierćfinały | Ćwierćfinały | Ćwierćfinały | Ćwierćfinały |   |   | Półfinały | Półfinały | Półfinały | Półfinały | Półfinały |  |  | Finał | Finał | Finał | Finał | Finał |
|  | Ćwierćfinały | Ćwierćfinały | Ćwierćfinały | Ćwierćfinały | Ćwierćfinały |   |   | Półfinały | Półfinały | Półfinały | Półfinały | Półfinały |  |  | Finał | Finał | Finał | Finał | Finał |
|  |              |              |              |              |              |   |   |           |           |           |           |           |  |  |       |       |       |       |       |
|  |              |              |              |              |              |   |   |           |           |           |           |           |  |  |       |       |       |       |       |
|  | 1            | Celaya       | 1            | 3            | 4            |   |   |           |           |           |           |           |  |  |       |       |       |       |       |
|  | 1            | Celaya       | 1            | 3            | 4            |   |   |           |           |           |           |           |  |  |       |       |       |       |       |
|  | 8            | Alebrijes    | 2            | 0            | 2            |   |   |           |           |           |           |           |  |  |       |       |       |       |       |
|  | 8            | Alebrijes    | 2            | 0            | 2            |   |   | 1         | Celaya    | 0         | 0         | 0         |  |  |       |       |       |       |       |
|  |              |              |              |              |              |   |   | 1         | Celaya    | 0         | 0         | 0         |  |  |       |       |       |       |       |
|  |              |              | 6            | Atlante      | 1            | 0 | 1 |           |           |           |           |           |  |  |       |       |       |       |       |
|  | 3            | Zacatepec    | 6            | Atlante      | 1            | 0 | 1 | 0         | 1         | 1         |           |           |  |  |       |       |       |       |       |
|  | 3            | Zacatepec    |              |              |              |   |   |           |           | 1         |           |           |  |  |       |       |       |       |       |
|  | 6            | Atlante      | 1            | 1            | 2            |   |   |           |           |           |           |           |  |  |       |       |       |       |       |
|  | 6            | Atlante      | 1            | 1            | 2            |   |   | 6         | Atlante   | 2         | 0         | 2         |  |  |       |       |       |       |       |
|  |              |              |              |              |              |   |   |           |           |           |           |           |  |  |       |       |       |       |       |
|  |              |              | 5            | Dorados      | 3            | 1 | 4 |           |           |           |           |           |  |  |       |       |       |       |       |
|  | 2            | Mineros      | 5            | Dorados      | 3            | 1 | 4 | 3         | 1         | 4         |           |           |  |  |       |       |       |       |       |
|  | 2            | Mineros      |              |              |              |   |   |           |           | 4         |           |           |  |  |       |       |       |       |       |
|  | 7            | Cimarrones   | 2            | 2            | 4            |   |   |           |           |           |           |           |  |  |       |       |       |       |       |
|  | 7            | Cimarrones   | 2            | 2            | 4            |   |   | 2         | Mineros   | 0         | 4         | 4         |  |  |       |       |       |       |       |
|  |              |              |              |              |              |   |   | 2         | Mineros   | 0         | 4         | 4         |  |  |       |       |       |       |       |
|  |              |              | 5            | Dorados      | 3            | 1 | 4 |           |           |           |           |           |  |  |       |       |       |       |       |
|  | 4            | Potros UAEM  | 5            | Dorados      | 3            | 1 | 4 | 1         | 3         | 4         |           |           |  |  |       |       |       |       |       |
|  | 4            | Potros UAEM  |              |              |              |   |   |           |           | 4         |           |           |  |  |       |       |       |       |       |
|  | 5            | Dorados      | 1            | 3            | 4            |   |   |           |           |           |           |           |  |  |       |       |       |       |       |
|  | 5            | Dorados      | 1            | 3            | 4            |   |   |           |           |           |           |           |  |  |       |       |       |       |       |

### Ćwierćfinały
| 16 listopada 2016 | Alebrijes                       | 2:1   | Celaya      |                                                                                       |
| 19:30             | Martínez 49' · Álvarez 69' (k.) | (0:1) | 33' Riestra | Estadio Tecnológico de Oaxaca Oaxaca, Oaxaca Widzów: 7750 Sędzia: Arturo Cruz Hurtado |

| 19 listopada 2016 | Celaya                                 | 3:0   | Alebrijes |                                                                                                |
| 19:00             | Alvarado 24' · Reyna 37' · Murguía 76' | (2:0) |           | Estadio Miguel Alemán Valdés Celaya, Guanajuato Widzów: 11 600 Sędzia: Adalid Maganda Villalva |

| 16 listopada 2016 | Dorados    | 1:1   | Potros UAEM  |                                                                                   |
| 20:30             | Angulo 49' | (0:0) | 83' González | Estadio Banorte Culiacán, Sinaloa Widzów: 10 333 Sędzia: Jesús Bisguerra Mendiola |

| 19 listopada 2016 | Potros UAEM                         | 3:3   | Dorados                              | |
| 16:00             | Hipólito 9', 90+1' · López 26' (k.) | (2:0) | 59' Hachen · 64' Angulo · 73' Torres | Estadio Universitario Alberto „Chivo” Córdoba Toluca, Meksyk Widzów: 6932 Sędzia: Jonathan Hernández Juárez |

| 17 listopada 2016 | Atlante     | 1:0   | Zacatepec |                                                                                                |
| 20:30             | Uscanga 31' | (1:0) |           | Estadio Andrés Quintana Roo Cancún, Quintana Roo Widzów: 6250 Sędzia: Alejandro Funk Villafañe |

| 20 listopada 2016 | Zacatepec  | 1:1   | Atlante   |                                                                                            |
| 18:00             | Romero 82' | (0:0) | 59' Reyes | Estadio Agustín „Coruco” Díaz Zacatepec, Morelos Widzów: 22 146 Sędzia: Oscar Mejía García |

| 17 listopada 2016 | Cimarrones             | 2:3   | Mineros                      |                                                                                      |
| 20:30             | Villa 28' · Loroña 84' | (1:1) | 18', 73' Nurse · 69' Cardozo | Estadio Héroe de Nacozari Hermosillo, Sonora Widzów: 9100 Sędzia: Aldo Cano Martínez |

| 20 listopada 2016 | Mineros             | 1:2   | Cimarrones             |                                                                                     |
| 20:00             | Torres 45+3' (sam.) | (1:0) | 61' Loroña · 78' Villa | Estadio Francisco Villa Zacatecas, Zacatecas Widzów: 8124 Sędzia: Uriel Olvera Ríos |

### Półfinały
| 23 listopada 2016 | Atlante     | 1:0   | Celaya |                                                                                         |
| 20:30             | Uscanga 83' | (0:0) |        | Estadio Andrés Quintana Roo Cancún, Quintana Roo Widzów: 9010 Sędzia: Uriel Olvera Ríos |

| 26 listopada 2016 | Celaya | 0:0   | Atlante |                                                                                           |
| 19:00             |        | (0:0) |         | Estadio Miguel Alemán Valdés Celaya, Guanajuato Widzów: 19 763 Sędzia: Oscar Mejía García |

| 23 listopada 2016 | Dorados                        | 3:0   | Mineros |                                                                                  |
| 20:30             | Angulo 27', 45+1' · Torres 90' | (2:0) |         | Estadio Banorte Culiacán, Sinaloa Widzów: 12 333 Sędzia: Adalid Maganda Villalva |

| 26 listopada 2016 | Mineros                                                   | 4:1   | Dorados    |                                                                                             |
| 17:00             | Laínez 55' · Olvera 58' · Madrigal 67' · Ramírez 86' (k.) | (0:1) | 18' Torres | Estadio Francisco Villa Zacatecas, Zacatecas Widzów: 7164 Sędzia: Jonathan Hernández Juárez |

### Finał
| 30 listopada 2016 | Atlante         | 2:3   | Dorados                       |                                                                                           |
| 20:30             | Garcés 85', 89' | (0:1) | 21', 70' Torres · 86' Mendoza | Estadio Andrés Quintana Roo Cancún, Quintana Roo Widzów: 14 938 Sędzia: Uriel Olvera Ríos |

| 3 grudnia 2016 | Dorados              | 1:0   | Atlante |                                                                             |
| 20:00          | Marroquín 68' (sam.) | (0:0) |         | Estadio Banorte Culiacán, Sinaloa Widzów: 19 333 Sędzia: Oscar Mejía García |

Skład zwycięzcy:
| Bramkarze                                                         | Bramkarze | Bramkarze | . | Obrońcy             | Obrońcy | Obrońcy | . | Pomocnicy            | Pomocnicy | Pomocnicy | . | Napastnicy        | Napastnicy | Napastnicy | . | Sztab szkoleniowy   | Sztab szkoleniowy |
| Zawodnik                                                          | Mecze     | Gole      | . | Zawodnik            | Mecze   | Gole    | . | Zawodnik             | Mecze     | Gole      | . | Zawodnik          | Mecze      | Gole       | . | Trener              | Funkcja           |
| ----------------------------------------------------------------- | --------- | --------- | - | ------------------- | ------- | ------- | - | -------------------- | --------- | --------- | - | ----------------- | ---------- | ---------- | - | ------------------- | ----------------- |
| Gaspar Servio                                                     | 23        | –26       | . | Oliver Ortiz        | 22      | 0       | . | Joe Corona           | 22        | 0         | . | Gabriel Hachen    | 22         | 8          | . | Gabriel Caballero   | trener            |
|                                                                   |           |           | . | Elio Castro         | 21      | 1       | . | Fernando Arce Jr.    | 19        | 1         | . | Vinicio Angulo    | 19         | 8          | . | Alejandro Domínguez | asystent          |
| Juan Pablo Meza                                                   | 17        | 1         | . | Marco Argüelles     | 16      | 1       | . | Pablo Gabriel Torres | 18        | 8         | . | Gerardo Mascareño | asystent   |            | . |                     |                   |
| Carlos Pinto                                                      | 16        | 0         | . | José María Cárdenas | 14      | 3       | . | José Alberto García  | 16        | 2         | . |                   |            |            | . |                     |                   |
| Alan Mendoza                                                      | 15        | 2         | . | Jesús Angulo        | 10      | 0       | . | Alan Arario          | 7         | 1         | . |                   |            |            | . |                     |                   |
| Luis Trujillo                                                     | 8         | 1         | . | Mathías Cardacio    | 10      | 0       | . | Johan Mendívil       | 2         | 0         | . |                   |            |            | . |                     |                   |
| Brayan de la Torre                                                | 3         | 0         | . | Daniel Hernández    | 9       | 1       | . |                      |           |           | . |                   |            |            | . |                     |                   |
| Sergio Quiróz                                                     | 1         | 0         | . | Judvan Lucas        | 8       | 0       | . |                      |           |           | . |                   |            |            | . |                     |                   |
| José Gilberto López                                               | 1         | 0         | . | Héctor Velázquez    | 1       | 0       | . |                      |           |           | . |                   |            |            | . |                     |                   |
| Christian Torres                                                  | 1         | 0         | . |                     |         |         | . |                      |           |           | . |                   |            |            | . |                     |                   |
| W przypadku bramkarzy w rubryce gole podano przepuszczone bramki. |           |           |   |                     |         |         |   |                      |           |           |   |                   |            |            |   |                     |                   |

## Statystyki

### Najlepsi strzelcy
| Lp            | Zawodnik           | Klub             | Gole |
| ------------- | ------------------ | ---------------- | ---- |
| 1.            | Roberto Nurse      | Mineros          | 16   |
| 2.            | Gustavo Ramírez    | Mineros          | 12   |
| 3.            | Sergio Vergara     | Celaya           | 11   |
| 4.            | Ismael Valadéz     | U de Guadalajara | 10   |
| 5.            | Douglas Tanque     | Lobos BUAP       | 9    |
| 6.            | Guillermo Martínez | Tepic            | 8    |
| 7.            | Jhonathan Ramis    | Zacatepec        | 7    |
| 7.            | Oscar Villa        | Cimarrones       | 7    |
| 7.            | Gabriel Hachen     | Dorados          | 7    |
| 7.            | Leandro Carrijó    | Juárez           | 7    |
| 10 zawodników | 10 zawodników      | 10 zawodników    | 6    |
| 4 zawodników  | 4 zawodników       | 4 zawodników     | 5    |
| 11 zawodników | 11 zawodników      | 11 zawodników    | 4    |
| 17 zawodników | 17 zawodników      | 17 zawodników    | 3    |
| 22 zawodników | 22 zawodników      | 22 zawodników    | 2    |
| 70 zawodników | 70 zawodników      | 70 zawodników    | 1    |

Źródło: Ascenso MX (hiszp.)

### Hat-tricki
| Lp | Gracz (klub)                  | Spotkanie                      | Rezultat | Kolejka | Data             |
| -- | ----------------------------- | ------------------------------ | -------- | ------- | ---------------- |
| 1. | Jorge Mora (U de Guadalajara) | Potros UAEM – U de Guadalajara | 2:4      | 1.      | 16 lipca 2016    |
| 2. | Roberto Nurse (Mineros)       | Mineros – Cimarrones           | 4:0      | 2.      | 22 lipca 2016    |
| 3. | Gabriel Hachen (Dorados)      | Dorados – Lobos BUAP           | 5:0      | 3.      | 30 lipca 2016    |
| 4. | Gustavo Ramírez (Mineros)     | Mineros – Venados              | 4:0      | 8.      | 2 września 2016  |
| 5. | Guillermo Martínez (Tepic)    | Tepic – Loros UdeC             | 3:1      | 10.     | 17 września 2016 |

## Nagrody

### Jedenastka sezonu
| Bramkarz               | Obrońcy                                                                                            | Pomocnicy                                                                | Napastnicy                                                                 |
| ---------------------- | -------------------------------------------------------------------------------------------------- | ------------------------------------------------------------------------ | -------------------------------------------------------------------------- |
| Gerardo Ruiz (Atlante) | Irving Zurita (Atlante) Elio Castro (Dorados) Alfonso Rippa (Potros UAEM) Abraham Riestra (Celaya) | Ángel Reyna (Celaya) Francisco Uscanga (Atlante) Sergio Vergara (Celaya) | Gustavo Ramírez (Mineros) Roberto Nurse (Mineros) Vinicio Angulo (Dorados) |

Źródło: Ascenso Bancomer MX (hiszp.)